# Burgschleinitz-Kühnring
Burgschleinitz-Kühnring è un comune austriaco di 1 382 abitanti nel distretto di Horn, in Bassa Austria; ha lo status di comune mercato (Marktgemeinde). Il suo territorio è ripartito in undici comuni catastali (Katastralgemeinden): Amelsdorf (3,01 km²), Burgschleinitz (5,48 km²), Buttendorf (1,70 km²), Geiersdorf (1,49 km²), Harmannsdorf (3,23 km²), Kühnring (8,20 km²), Matzelsdorf (2,66 km²), Reinprechtspölla (7,83 km²), Sachsendorf (2,32 km²), Sonndorf (2,43 km²) e Zogelsdorf (3,50 km²).

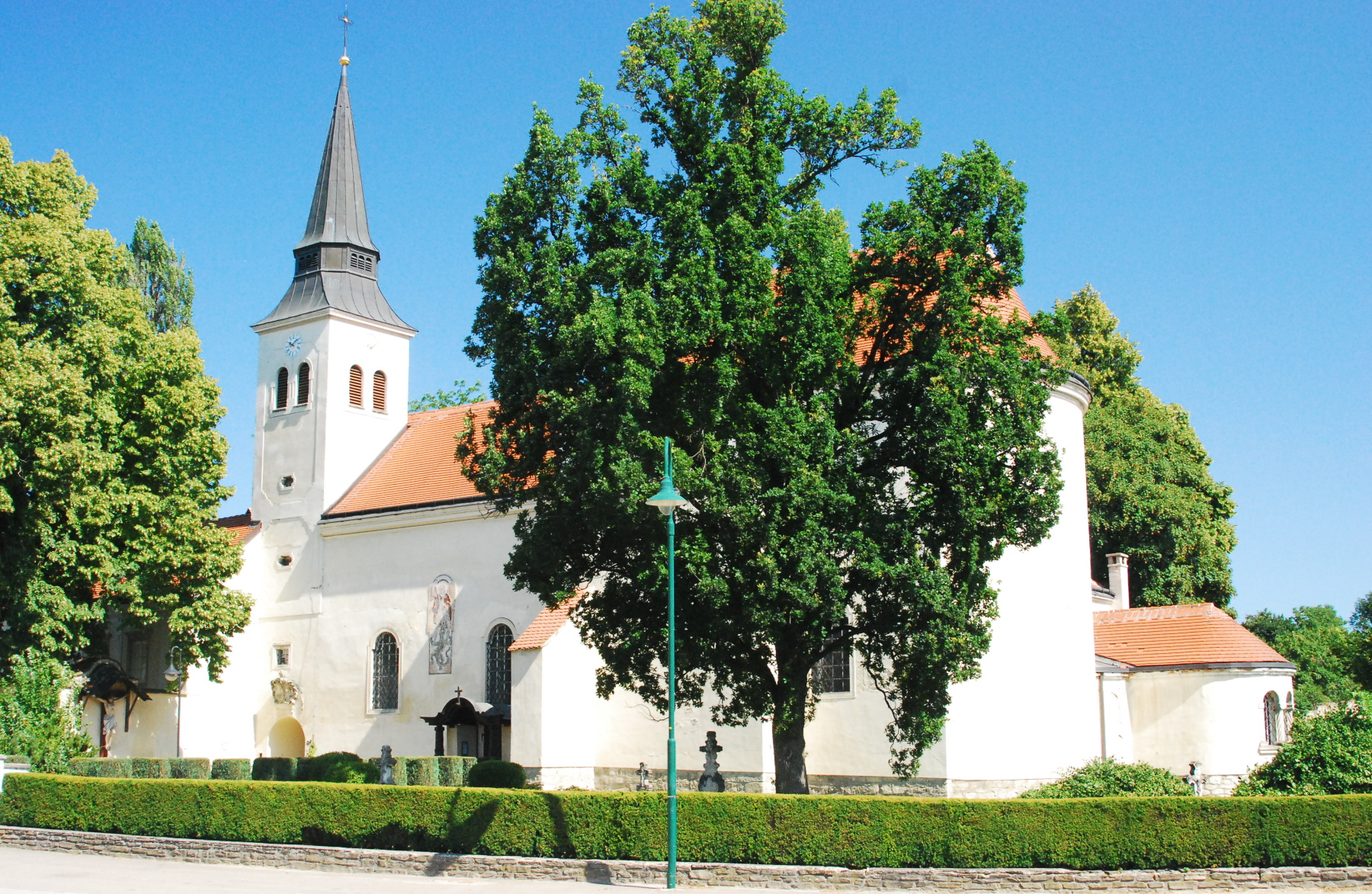
La chiesa di San Pancrazio a Reinprechtspölla

A Reinprechtspölla si trova l'antica chiesa parrocchiale di San Pancrazio, ristrutturata in stile barocco agli inizi del XVIII secolo su progetto di Donato Felice Aglio e con la direzione dei lavori del capomastro Leopold Wißgrill.